# Instituto Chefs Especiais
O Instituto Chefs Especiais é uma Instituição que atua desde 2006 criada por Simone Lozano com o intuito de facilitar a inclusão social e autonomia para pessoas com Síndrome de Down através da gastronomia e com a missão de facilitar a inserção na vida, na sociedade e no mundo do trabalho dessas pessoas. Atualmente, mais de 300 jovens frequentam as aulas na sede do Instituto por ano.

## Sede
Em Agosto de 2013 o Instituto Chefs Especiais inaugurou sua sede em Higienópolis (bairro de São Paulo). O local conta com duas cozinhas além de um ambiente de convivência onde novos projetos e palestras são desenvolvidos.

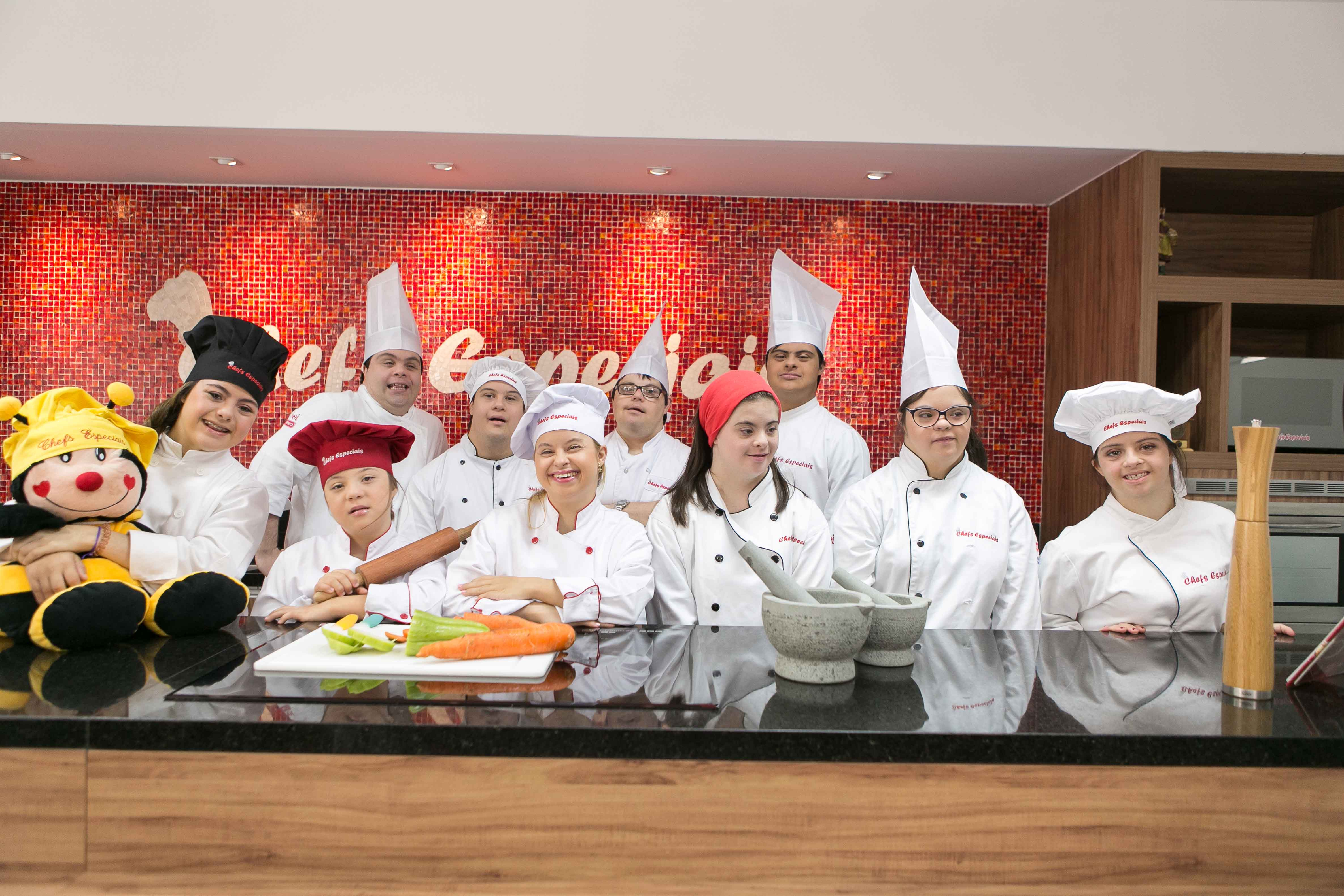
Uma das cozinhas da sede.

## Projetos
O Instituto Chefs Especiais possuí vários projetos relacionados a gastronomia como Culinária básica, Oficinas 'Down Cooking', 'Se vira aí', cursos de capacitação e cursos preparatórios básico para garçons. Há também cursos secundários como: violão, dança, yoga e Oficinas de Horta, visando outras atividades e outros mercados de trabalho e entretenimento como aulas de dança do ventre e cursos preparatórios de 'Quick Massage'.

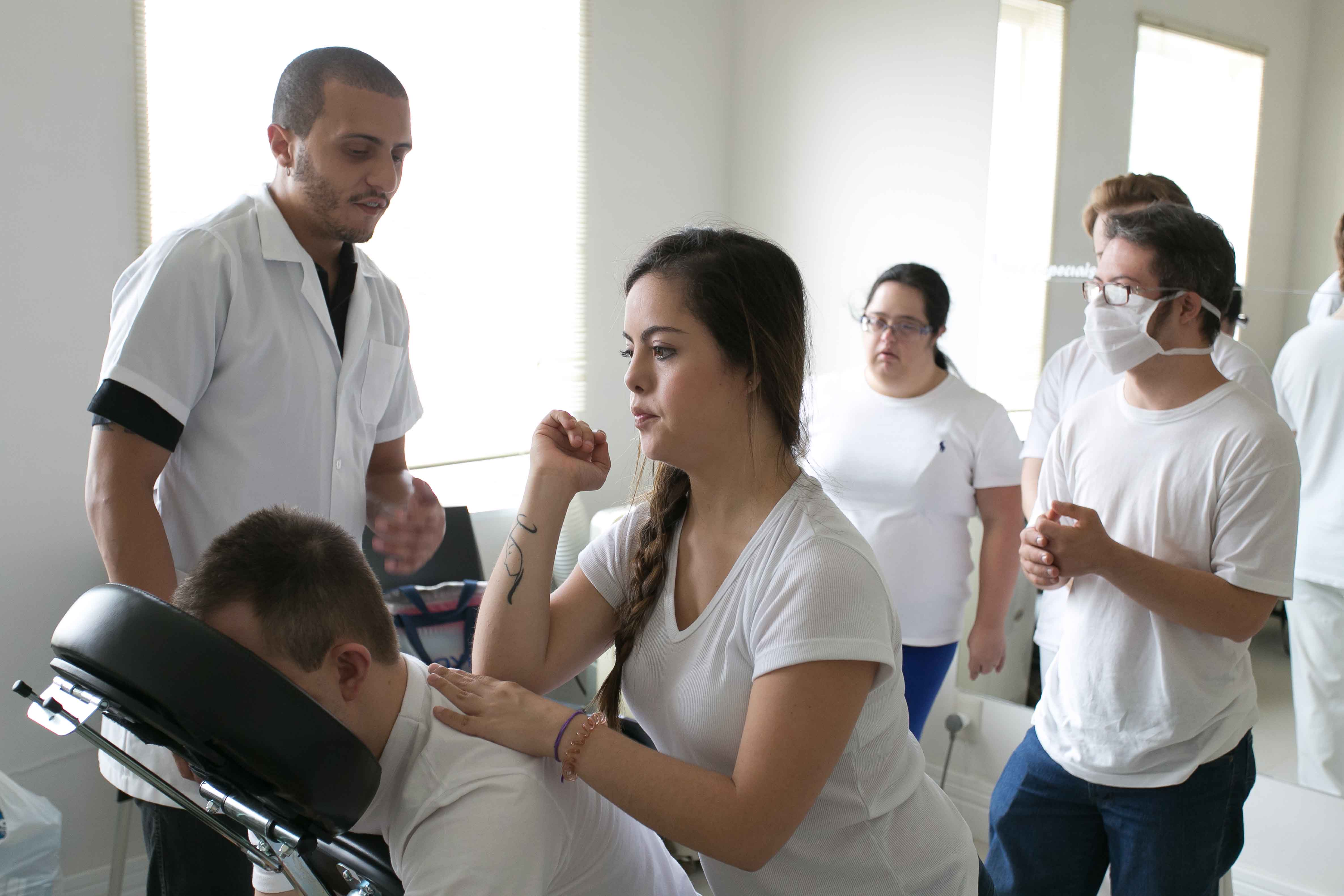
Quick massage.

## Parcerias
De 2006 a 2012 Chefs Especiais sobreviveu de mobilização social, hoje a Instituição conta com diversos parceiros em serviços e patrocinadores, dentre eles:

### Patrocinadores Master
Friboi
GRSA Compass
Barilla

## Prêmios
Seguem os prêmios que o instituto já conquistou:
2011 - Eleito dentre os 10 Melhores Projetos Sociais do Brasil (Editora Globo)
2011 - Premio Responsabilidade Social do Ano na Gastronomia (Prazeres da Mesa)
2012 - Finalista do Prêmio Ações Inclusivas pela Secretaria dos Direitos de Pessoas com Deficiência
2012 - Honra ao mérito por Inclusão Social (Secretaria dos Direitos da Pessoa com Deficiência)
2012 - Nota máxima por unanimidade em todos os quesitos em inclusão para crianças com deficiência física (Jornal O Estado de S. Paulo e JT)
2014 - Prêmio Olhar Cidadão - Melhor trabalho social do Brasil (Cebrasse)

## Chefs Especiais realiza

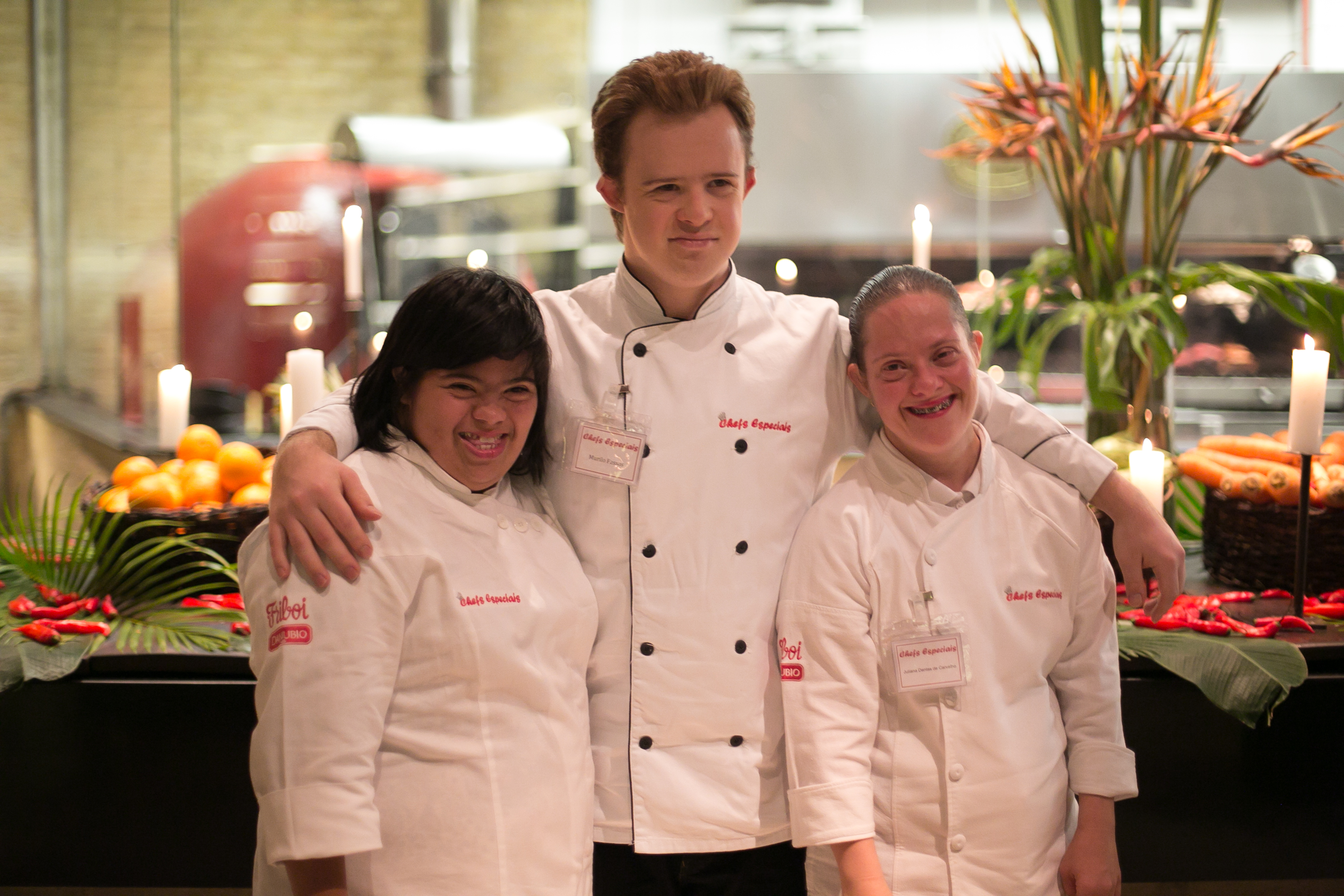
Alunos do instituto.

- Vivência para empresas
- Welcome Coffee
- Coffee Break
- Almoços
- Coquetel
- Jantar
- Palestras

## Chefs participantes
O Instituto já recebeu vários renomados chefs de cozinha e pessoas ligadas à mídia como voluntários, dentre eles estão:
- Henrique Fogaça
- Guga Rocha
- André Aquino
- Angélica Vitali
- Palmirinha
- Olivier Anquier
- Claude Troisgro
e muitos outros.

## Galeria de imagens

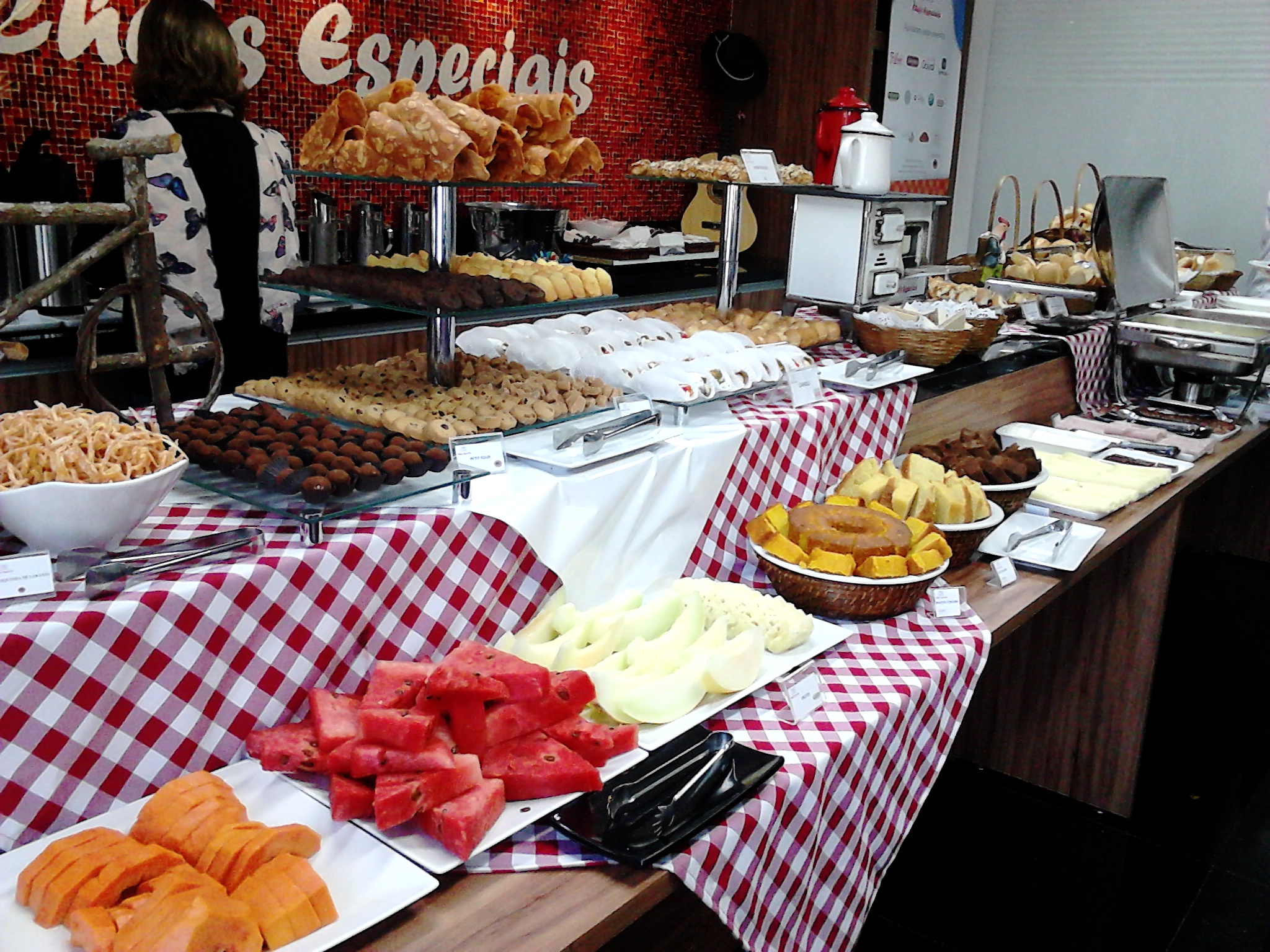
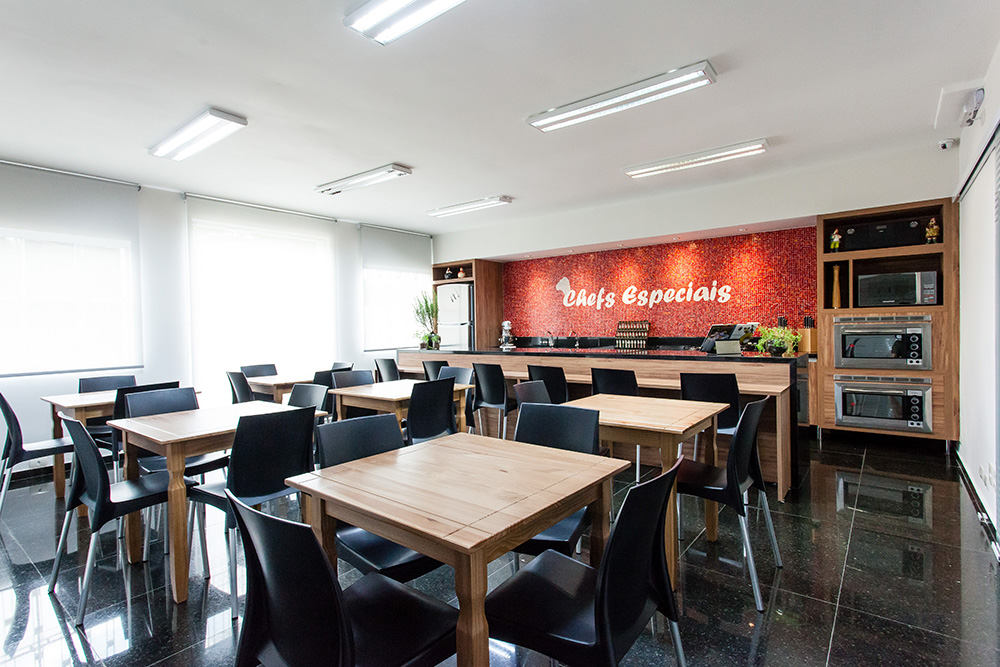